# Pinhal
Pinhal es un municipio brasilero del estado del Rio Grande do Sul.

## Geografía
Se localiza a una latitud 27°30′39″ S y a una longitud 53°12′54″ O, estando a una altitud de 368 metros.
Posee un área de 726,9 km² y su población estimada en 2004 era de 2.381 habitantes.